# Argyrochosma
Argyrochosma es un género con 16 especies de helechos de la familia Pteridaceae. Se encuentra en América.

## Descripción
Son helechos terrestres o rupícolas; con rizoma cortamente rastrero o erecto, escamoso, las escamas comúnmente no escleróticas, concoloras o ligeramente bicoloras; hojas 2-4-pinnadas, monomorfas; pecíolo con un haz vascular; pínnulas basalmente constrictas o cortamente pediculadas, densamente blancas o amarillo-cerosas en el envés u ocasionalmente glabras; nervaduras libres, simples o bifurcadas, las puntas débilmente o no engrosadas; soros submarginales a lo largo del 1/4-2/3 apical de cada nervadura, ocultos parcialmente por los márgenes débil a fuertemente reflexos de las pínnulas; esporas triletes, generalmente pardo oscuro, crestadas o rugosas; x=27.

## Distribución y hábitat
Se encuentra en los Estados Unidos, México, Mesoamérica, Sudamérica, La Española.
Argyrochosma es exclusivamente americano, la mayor diversidad de especies (8) se encuentra en la región del Desierto de Chihuahua del norte de México y el área adyacente de Texas. El número cromosómico básico de x=27 es único entre los helechos queilantoides. Los gametófitos de Argyrochosma carecen de un indumento cerífero, mientras que los de Notholaena son farinosos.

## Taxonomía
Argyrochosma fue descrito por (J.Sm.) Windham y publicado en American Fern Journal 77(2): 38. 1987.

## Especies aceptadas
A continuación se brinda un listado de las especies del género Argyrochosma aceptadas hasta abril de 2012, ordenadas alfabéticamente. Para cada una se indica el nombre binomial seguido del autor, abreviado según las convenciones y usos.
- Argyrochosma chilensis (Fée & J. Rémy) Windham
- Argyrochosma dealbata (Pursh) Windham
- Argyrochosma delicatula (Maxon & Weath.) Windham
- Argyrochosma fendleri (Kunze) Windham
- Argyrochosma formosa (Liebm.) Windham
- Argyrochosma incana (C. Presl) Windham
- Argyrochosma jonesii (Maxon) Windham
- Argyrochosma limitanea (Maxon) Windham
- Argyrochosma lumholtzii (Maxon & Weath.) Windham
- Argyrochosma microphylla (Mett. ex Kuhn) Windham
- Argyrochosma nivea (Poir.) Windham
- Argyrochosma pallens (Weath.) Windham
- Argyrochosma palmeri (Baker) Windham
- Argyrochosma peninsularis (Maxon & Weath.) Windham
- Argyrochosma pilifera (R.M. Tryon) Windham
- Argyrochosma stuebeliana (Hieron.) Windham